# Cryptocephalus decemmaculatus
Cryptocephalus decemmaculatus  (лат.) — вид листоедов (Chrysomelidae) из подсемейства скрытоглавов (Cryptocephalinae). Распространён в Западной, Северной и Центральной Европе.

## Вариетет

### Cryptocephalus decemmaculatus var. bothnicus
Cryptocephalus decemmaculatus var. bothnicus (Linnaeus, 1758) — в отличие от обычного вида скрытоглава — Cryptocephalus decemmaculatus, вариетет имеет чётные надкрылья и голову, на чёрной переднеспинки виднеется жёлтая полоска, как и у обычного вида, но немного уменьшенное; лапки светло-коричневые.